# Goda-Massiv
Das Goda-Massiv ist ein Bergmassiv in der Region Tadjoura in Dschibuti, etwa 25 km westlich von Tadjoura. Der Eguer ‘Aleïta (Eger'aleyta) ist der höchste Gipfel.
Es ist durchschnittlich etwa 1500 Meter hoch und erstreckt sich über ca. 20 Quadratkilometer. Die höchste Erhebung ist der Eger'aleyta (1783 m), die wichtigsten Ortschaften sind Randa und Bankoualé. Im Goda-Massiv liegt der einzige Wald Dschibutis, der Forêt du Day. 
Der Name Godá bedeutet auf Afar so viel wie „gewunden“ oder „verschlungen“ und bezieht sich auf einen Bergkamm. 